# IC 95
IC 95 је елиптична галаксија у сазвјежђу Кит која се налази на листи објеката дубоког неба у Индекс каталогу.
Деклинација објекта је - 12° 34' 25" а ректасцензија 1h 19m 17,8s. Привидна величина (магнитуда) објекта IC 95 износи 15,5 а фотографска магнитуда 16,5. IC 95 је још познат и под ознакама NPM1G -12.0054, PGC 950887.